# Crow (popor)
Crow, al cărui autonim este Apsáalooke ([ə̀ˈpsáːɾòːɡè]), scris și Absaroka, sunt un popor amerindian situat cu precădere în sudul Montanei. Astăzi, poporul Crow are un trib recunoscut la nivel federal⁠(d) - Tribul Crow din Montana - și o rezervație amerindiană situată în partea central-sudică a statului. Aceștia fac parte din rândul amerindienilor de câmpie⁠(d) și sunt vorbitori de limbă crow⁠(d). Din cei 14.000 de membri tribali recunoscuți, se estimează că 3.000 vorbeau limba crow în 2007.
În timpul expansiunii în vest, Națiunea Crow a fost aliată cu Statele Unite împotriva rivalilor săi din regiune - Sioux și Cheyenne⁠(d). Poporul Crow își avea teritoriul în valea râului Yellowstone⁠(d), care se întinde din statul Wyoming, prin Montana și până în Dakota de Nord, lângă râul Missouri.
Din secolul al XIX-lea, membrii poporului Crow s-au stabilit în rezervația lor situată la sud de Billings, Montana. Astăzi, aceștia trăiesc în câteva orașe majore, cu precădere din vestul țării. Sediul tribal este situat la Crow Agency, Montana⁠(d). Tribul administrează Colegiul Little Big Horn⁠(d).

## Istorie
Patria tribului ancestral Crow Hidatasa era situată în apropiere de Lacul Erie, teritoriile de astăzi ale statului Ohio. Alungați în acest ținut de triburile vecine mult mai agresive și mai bine înarmată, aceștia s-au stabilit pentru scurt timp la sud de Lacul Winnipeg în Manitoba. Mai târziu, aceștia s-au stabilit în regiunea Lacului Devil⁠(d) din Dakota de Nord. După ce s-au despărțit de Hidatsa⁠(d), poporul Crow a continuat să migreze spre vest, fiind constrânși să-și părăsească teritoriile din cauza prezenței amerindienilor Cheyenne și Sioux.
Odată ajunși pe noul teritoriu, aceștia au intrat în conflict cu diferite triburi Shoshone⁠(d) - precum Bikkaashe - și i-au alungat spre vest. În același timp, au devenit aliați ai triburilor locale Kiowa⁠(d) și Apașii preriilor⁠(d). Acestea din urmă au migrat spre sud mai târziu, iar poporul Crow a dominat acele teritorii pe parcursul secolului al XVIII-lea și secolului al XIX-lea.
Teritoriul lor istoric era cuprins între Parcul Național Yellowstone și izvoarele râului Yellowstone (în limba crow⁠(d): E-chee-dick-karsh-ah-shay; în română „râul Elk”) în vest, râul Musselshell⁠(d) în nord, confluența râului Yellowstone cu fluviul Missouri în nord-est, confluența râurilor Yellowstone și râului Powder⁠(d) (în limba crow: Bilap Chashee) în sud-est și de-a lungul confluenței sudice a râului Powder în sud. Regiunile tribale includ văile unor râuri - râul Judith⁠(d) (Buluhpa'ashe), râul Powder, râul Tongue⁠(d), râul Big Horn⁠(d) și râul Wind⁠(d) - și munții Big Horn⁠(d) (Iisiaxpúatachee Isawaxaawúua), Pryor⁠(d) (Baahpuuo). Isawaxaawúua), Wolf⁠(d) (Cheetiish) și lanțul muntos Absaroka⁠(d).
Odată stabiliți în valea râului Yellowstone⁠(d) și a afluenților săi din preriile nordice din Montana și Wyoming, poporul Crow s-a împărțit în patru triburi: Mountain Crow, River Crow, Kicked in the Bellies și Beaver Dries its Fur. Au abandonat stilul de viață seminomad și s-au adoptat la stilul de viață nomad al indienilor din câmpie⁠(d), devenind vânători și culegători. Înainte de 1700, aceștia foloseau travois-ul⁠(d) pentru transportul mărfurilor.